# ديفيد دودز
ديفيد دودز (13 نوفمبر 1981 في المملكة المتحدة - ) (بالإنجليزية: David Dodds)‏ هو لاعب كريكت بريطاني. لعب مع Derbyshire Cricket Board ‏.

## وصلات خارجية
- ديفيد دودز على موقع إي آس بي آن كريك إنفو (الإنجليزية)